# Ireneusz Smykla
Ireneusz Justyn Smykla – polski wojskowy, pułkownik pilot Wojska Polskiego, doktor nauk wojskowych i wykładowca Lotniczej Akademii Wojskowej.

## Życiorys
W 1982 roku rozpoczął studia na Wyższej Oficerskiej Szkole Lotniczej w Dęblinie. Po ukończeniu studiów, w latach 1986–1987 służył w 8 Pułku Lotnictwa Myśliwsko-Bombowego, następnie powrócił jednak do Dęblina, gdzie podjął pracę jako wykładowca aerodynamiki, mechaniki lotu i mechaniki płynów. Ukończył także studia na Wojskowej Akademii Technicznej. 
W 2000 roku w Akademii Obrony Narodowej uzyskał stopień doktora nauk wojskowych ze specjalnością taktyka. W składzie III i IV zmiany Polskiego Kontyngentu Wojskowego w Afganistanie brał udział w operacji Resolute Support, pełnił funkcję starszego doradcy ds. planowania operacyjnego w Ministerstwie Spraw Wewnętrznych.
Od 2020 roku pełni funkcję dziekana Wydziału Lotnictwa Lotniczej Akademii Wojskowej. Jest również instruktorem spadochronowym, opiekunem naukowego koła spadochronowego i astronomicznego oraz Klubu Honorowych Dawców Krwi. Jest działaczem na rzecz krwiodawstwa.

## Odznaczenia
- Krzyż Kawalerski Orderu Odrodzenia Polski (2015)[6]
- Złoty Krzyż Zasługi (2003)[7]
- Srebrny Krzyż Zasługi (1998)[8]
- Brązowy Krzyż Zasługi (1994)[9]
- Gwiazda Afganistanu[3]
- Odznaka „Honorowy Dawca Krwi – Zasłużony dla Zdrowia Narodu” (2018)[7]
- Odznaka honorowa „Zasłużony Honorowy Dawca Krwi” I stopnia (1994)[7]
- Odznaka honorowa „Zasłużony Honorowy Dawca Krwi” II stopnia (1992)[7]
- Odznaka honorowa „Zasłużony Honorowy Dawca Krwi” III stopnia (1989)[7]
- Odznaka Honorowa Polskiego Czerwonego Krzyża III stopnia (2019)[7]
- Odznaka Honorowa Polskiego Czerwonego Krzyża IV stopnia (1993)[7]
- Medal Koronacyjny (2019)[2]
- Buzdygan 2020[1][10]